# Cirilo VI de Constantinopla
Cirilo VI de Constantinopla (em grego: Κύριλλος ΣΤ΄; 1769-1821 (52 anos)), cujo nome leigo era Konstantinos Serpetzoglou (Κωνσταντίνος Σερπεντζόγλου), foi patriarca ecumênico de Constantinopla entre 1813 e 1818.

## História
Cirilo nasceu em 1769 em Edirne, onde terminou sua educação. Logo cedo seus pais o colocaram sob a proteção do bispo metropolitano local Calínico (futuro patriarca Calínico V), que o ordenou diácono em 1791 e o contratou como secretário pessoal. Em 1801, quando Calínico foi eleito patriarca, Cirilo foi nomeado arquidiácono do Patriarcado. Nesta posição, ele se ocupou principalmente da reorganização da "Grande Escola da Nação", que foi transferida para Kuruçeşme.
Em setembro de 1803, Cirilo foi eleito bispo metropolitano de Cônia (Metrópole de Icônio) e serviu ali por sete anos. Durante seu episcopado, trabalhou principalmente pela criação de escolas, pelo financiamento de alunos sem condições financeiras, pela distribuição de livros e outras iniciativas educacionais. Em 1810, assumiu a metrópole de Edirne (Metrópole de Adrianópolis). Em 4 de março de 1813, depois da renúncia de Jeremias IV de Constantinopla, foi eleito patriarca ecumênico.
Como patriarca, além do interesse já demonstrado pela educação, Cirilo fundou uma escola de música e publicou muitos livros, majoritariamente religiosos. Ele corrigiu os problemas econômicos enfrentados pelo Patriarcado e reabriu a editora patriarcal e a Grande Escola da Nação. Especula-se que ele tenha sido conselheiro de Filiki Eteria. Apesar disto, acredita-se que o sultão Mamude II tenha forçado a sua renúncia, o que de fato ocorreu em 13 de dezembro de 1818.
Depois da renúncia, Cirilo se retirou em Edirne. Quando irrompeu a Guerra da Independência da Grécia, seu nome foi incluído no decreto do sultão que determinava a execução de trinta sacerdotes e kodjabashis de Edirne. Ele foi executado por enforcamento no portão da metrópole e seu corpo permaneceu em exibição por três dias (na primeira tentativa a corda se rompeu, mas os otomanos trataram o caso como uma superstição) e seu corpo foi depois atirado no rio Maritsa. Posteriormente, suas relíquias foram encontradas por um camponês e enterradas. Seu túmulo ainda existe no quintal de uma casa na vila de Pythio, perto do rio.
Cirilo foi reconhecido como santo em 1993 pelo Santo Sínodo da Igreja da Grécia e ele é comemorado em 18 de abril.